# Équipe de Tunisie de football à la Coupe d'Afrique des nations 2023
L'équipe de Tunisie de football participe à la coupe d'Afrique des nations 2023 organisée en Côte d'Ivoire du 13 janvier au 11 février 2024. La Tunisie se qualifiée pour le tournoi le 28 mars 2023. Jalel Kadri dirige l'équipe pendant le tournoi après le rejet de sa démission en décembre 2022.
L'équipe est éliminée dès le premier tour après deux matchs nuls et une défaite. Cette participation constitue un revers pour l'équipe, après la participation en 1994.

## Qualifications

### Tirage au sort
Le tirage au sort des éliminatoires a lieu le 19 avril 2022 à Johannesbourg, en Afrique du Sud, et place la Tunisie dans le groupe J aux côtés de la Guinée équatoriale, du Botswana et de la Libye.
Les 48 équipes sont réparties par douze dans quatre chapeaux :
- Chapeau 1 :  Tunisie (5e du classement CAF) ;
- Chapeau 2 :  Guinée équatoriale (21e du classement CAF) ;
- Chapeau 3 :  Libye (29e du classement CAF) ;
- Chapeau 4 :  Botswana (45e du classement CAF).

### Résumé
L'équipe nationale tunisienne dispute le premier match des éliminatoires le 2 juin 2022 contre la Guinée équatoriale à Radès, et s'impose (4-0) avec le doublé de Youssef Msakni et les buts de Naïm Sliti et Seifeddine Jaziri, tandis que le deuxième match contre le Botswana se termine sur un match nul (0-0) à Francistown. Après cela, les matchs des cinquième et quatrième tours sont disputés contre la Libye, et la Tunisie les remporte (3-0 à Radès et 1-0 à Benghazi), le match à Benghazi étant marqué par des jets de bouteilles et de projectiles de la part des supporters libyens.
La qualification est décidée le 28 mars 2023 à deux journées de la fin de la phase. Il s'ensuit une courte défaite, le 6 juin, contre la Guinée équatoriale à Malabo (1-0) puis une victoire (1-0) contre le Botswana à Radès le 7 septembre, accompagnée d'un doublé du capitaine Youssef Msakni.
| Rang | Équipe             | Pts | J | G | N | P | Bp | Bc | Diff |  | Résultats (▼ dom., ► ext.) |     |     |     |     |
| ---- | ------------------ | --- | - | - | - | - | -- | -- | ---- |  | -------------------------- | --- | --- | --- | --- |
| 1    | Tunisie            | 13  | 6 | 4 | 1 | 1 | 11 | 1  | +10  |  | Tunisie                    |     | 4-0 | 3-0 | 3-0 |
| 2    | Guinée équatoriale | 13  | 6 | 4 | 1 | 1 | 9  | 7  | +2   |  | Guinée équatoriale         | 1-0 |     | 2-0 | 2-0 |
| 3    | Botswana           | 4   | 6 | 1 | 1 | 4 | 3  | 9  | -6   |  | Botswana                   | 0-0 | 2-3 |     | 1-0 |
| 4    | Libye              | 4   | 6 | 1 | 1 | 4 | 2  | 8  | -6   |  | Libye                      | 0-1 | 1-1 | 1-0 |     |

- Sélection qualifiée pour la CAN 2023

| 1re journée             | Tunisie                                 | 4 - 0   | Guinée équatoriale               |                                                                       |                                                                       |
| 2 juin 2022 18:00 UTC+2 | Sliti 56e · Jaziri 77e · Msakni 80e 85e | (0 - 0) |                                  | Stade olympique de Radès, Tunis Arbitrage : Pacifique Ndabihawenimana | Stade olympique de Radès, Tunis Arbitrage : Pacifique Ndabihawenimana |
| 2 juin 2022 18:00 UTC+2 | Mejbri 32e · Khenissi 73e · Sassi 75e   | Rapport | 45e Owono · 58e, 71e Joanet (en) | Stade olympique de Radès, Tunis Arbitrage : Pacifique Ndabihawenimana | Stade olympique de Radès, Tunis Arbitrage : Pacifique Ndabihawenimana |

| 2e journée              | Botswana    | 0 - 0   | Tunisie   |                                                                          |                                                                          |
| 5 juin 2023 15:00 UTC+2 |             | (0 - 0) |           | Stade Obed Itani Chilume (en), Francistown Arbitrage : Mohamed Athoumani | Stade Obed Itani Chilume (en), Francistown Arbitrage : Mohamed Athoumani |
| 5 juin 2023 15:00 UTC+2 | Velaphi 18e | Rapport | 51e Sassi | Stade Obed Itani Chilume (en), Francistown Arbitrage : Mohamed Athoumani | Stade Obed Itani Chilume (en), Francistown Arbitrage : Mohamed Athoumani |

| 3e journée               | Tunisie                                      | 3 - 0   | Libye        |                                                              |                                                              |
| 24 mars 2023 21:30 UTC+1 | Msakni 12e · Maaloul 21e (pen.) · Jouini 86e | (2 - 0) |              | Stade olympique de Radès, Tunis Arbitrage : Mustapha Ghorbal | Stade olympique de Radès, Tunis Arbitrage : Mustapha Ghorbal |
| 24 mars 2023 21:30 UTC+1 | Jaziri 63e                                   | Rapport | 85e Shafshuf | Stade olympique de Radès, Tunis Arbitrage : Mustapha Ghorbal | Stade olympique de Radès, Tunis Arbitrage : Mustapha Ghorbal |

| 4e journée               | Libye | 0 - 1   | Tunisie      |                                                                   |                                                                   |
| 28 mars 2023 22:00 UTC+2 |       | (0 - 1) | 16e Jouini   | Stade des martyrs de février (en), Benghazi Arbitrage : Amin Omar | Stade des martyrs de février (en), Benghazi Arbitrage : Amin Omar |
| 28 mars 2023 22:00 UTC+2 |       | Rapport | 90+4e Dahmen | Stade des martyrs de février (en), Benghazi Arbitrage : Amin Omar | Stade des martyrs de février (en), Benghazi Arbitrage : Amin Omar |

| 5e journée               | Guinée équatoriale    | 1 - 0   | Tunisie       |                                                                    |                                                                    |
| 17 juin 2023 16:00 UTC+1 | Nsue 85e (pen.)       | (0 - 0) |               | Nuevo Estadio de Malabo, Malabo Arbitrage : Ibrahim Kalilou Traore | Nuevo Estadio de Malabo, Malabo Arbitrage : Ibrahim Kalilou Traore |
| 17 juin 2023 16:00 UTC+1 | Akapo 48e · Ganet 88e | Rapport | 40e Chikhaoui | Nuevo Estadio de Malabo, Malabo Arbitrage : Ibrahim Kalilou Traore | Nuevo Estadio de Malabo, Malabo Arbitrage : Ibrahim Kalilou Traore |

| 6e journée                   | Tunisie                              | 3 - 0   | Botswana |                                                     |                                                     |
| 7 septembre 2023 20:00 UTC+1 | Velaphi 60e (csc) · Msakni 82e 90+3e | (0 - 0) |          | Stade olympique de Radès, Tunis Arbitrage : Issa Sy | Stade olympique de Radès, Tunis Arbitrage : Issa Sy |
| 7 septembre 2023 20:00 UTC+1 | Rapport                              |         |          | Stade olympique de Radès, Tunis Arbitrage : Issa Sy | Stade olympique de Radès, Tunis Arbitrage : Issa Sy |

### Statistiques
| MJ | Joueurs |
| -- | --- |
| 4  | Ali Maaloul, Aïssa Laïdouni, Hannibal Mejbri, Mohamed Ali Ben Romdhane, Elias Achouri, Seifeddine Jaziri |
| 3  | Montassar Talbi, Firas Ben Larbi |
| 2  | Aymen Dahmen, Béchir Ben Saïd, Ali Abdi, Wajdi Kechrida, Yassine Meriah, Anis Ben Slimane, Ellyes Skhiri, Ferjani Sassi, Mohamed Dräger, Nader Ghandri, Amor Layouni, Haythem Jouini, Naïm Sliti, Taha Yassine Khenissi, Youssef Msakni |
| 1  | Alaa Ghram, Bilel Ifa, Yan Valery, Issam Jebali |
| 0  | Moez Ben Cherifia, Mohamed Sedki Debchi, Adam Ben Lamin, Dylan Bronn, Moataz Zemzemi, Chaïm El Djebali, Hamdi Labidi |

| Buts    | Joueurs           | Adversaires                                 |
| ------- | ----------------- | ------------------------------------------- |
| 5       | Youssef Msakni    | Guinée équatoriale (2), Botswana (2), Libye |
| 2       | Haythem Jouini    | Libye (2)                                   |
| 1       | Seifeddine Jaziri | Guinée équatoriale                          |
| 1       | Ali Maaloul       | Libye                                       |
| 1       | Naïm Sliti        | Guinée équatoriale                          |
| 1 (csc) | Alford Velaphi    | Botswana                                    |

## Équipe

### Maillot
Pour la coupe d'Afrique des nations 2023, l'équipementier de l'équipe, Kappa, lui confectionne un maillot spécifique pour la compétition.
| Couleurs | Blanc et rouge |
| Marque   | Kappa          |
| Domicile | Extérieur      |

## Compétition

### Phase de poules
La Tunisie est tirée au sort de la CAN aux côtés du Mali, de l'Afrique du Sud et de la Namibie. Lors du premier match, deux minutes avant la fin du temps réglementaire, les Namibiens obtiennent une victoire quand Deon Hotto marque un but face à Béchir Ben Saïd. Contre le Mali, Kamory Doumbia effectue une passe avant que Lassine Sinayoko donne l'avantage au Mali. Dix minutes plus tard, Ali Abdi centre et dépasse Hamza Rafia pour égaliser (1-1). Le dernier match face à l'Afrique du Sud se conclut sur un score nul et vierge, éliminant la Tunisie de la phase de groupes pour la première fois depuis l'édition 2013. Dans ce contexte, l'entraîneur soumet son démission deux ans après avoir pris ses fonctions d'entraîneur de l'équipe nationale. Trois jours plus tard, l'ensemble du staff technique est licencié, alors qu'Anis Boussaïdi et Montasser Louhichi sont nommés entraîneurs intérimaires.
| Rang | Équipe         | Pts | J | G | N | P | Bp | Bc | Diff |
| ---- | -------------- | --- | - | - | - | - | -- | -- | ---- |
| 1    | Mali           | 5   | 3 | 1 | 2 | 0 | 3  | 1  | +2   |
| 2    | Afrique du Sud | 4   | 3 | 1 | 1 | 1 | 4  | 2  | +2   |
| 3    | Namibie        | 4   | 3 | 1 | 1 | 1 | 1  | 4  | -3   |
| 4    | Tunisie        | 2   | 3 | 0 | 2 | 1 | 1  | 2  | -1   |

| 16 janvier 2024 | Tunisie | 0 - 1   | Namibie                 | Stade Amadou-Gon-Coulibaly, Korhogo                    |                                                        |
| 17h00           |         | (0 - 0) | 88e Hotto (Muzeu (en) ) | Spectateurs : 13 991 Arbitrage : Omar Abdulkadir Artan | Spectateurs : 13 991 Arbitrage : Omar Abdulkadir Artan |
| 17h00           | Rapport |         |                         | Spectateurs : 13 991 Arbitrage : Omar Abdulkadir Artan | Spectateurs : 13 991 Arbitrage : Omar Abdulkadir Artan |

| Tunisie | Namibie |

| GK              | 22 | Béchir Ben Saïd          |  |       |
| RB              | 21 | Wajdi Kechrida           |  |       |
| CB              | 3  | Montassar Talbi          |  |       |
| CB              | 4  | Yassine Meriah           |  |       |
| LB              | 12 | Ali Maaloul              |  |       |
| DM              | 17 | Ellyes Skhiri            |  |       |
| CM              | 5  | Mohamed Ali Ben Romdhane |  | 46e   |
| CM              | 10 | Anis Ben Slimane         |  | 83e   |
| RW              | 7  | Youssef Msakni           |  |       |
| LW              | 27 | Elias Achouri            |  | 90+2e |
| CF              | 11 | Taha Yassine Khenissi    |  | 15e   |
| Remplaçants :   |    |                          |  |       |
| FW              | 9  | Haythem Jouini           |  | 15e   |
| MF              | 14 | Aïssa Laïdouni           |  | 46e   |
| FW              | 18 | Sayfallah Ltaief         |  | 83e   |
| FW              | 19 | Bassem Srarfi            |  | 90+2e |
| Sélectionneur : |    |                          |  |       |
| Jalel Kadri     |    |                          |  |       |

| GK              | 1  | Lloyd Kazapua (en)    |  |     |
| RB              | 22 | Ryan Nyambe           |  |     |
| CB              | 21 | Lubeni Haukongo (en)  |  |     |
| CB              | 12 | Kennedy Amutenya      |  |     |
| LB              | 4  | Riaan Hanamub (en)    |  |     |
| DM              | 18 | Aprocius Petrus       |  |     |
| RM              | 11 | Absalom Iimbondi (en) |  |     |
| CM              | 19 | Petrus Shitembi (en)  |  | 62e |
| CM              | 10 | Prins Tjiueza         |  | 73e |
| LM              | 7  | Deon Hotto            |  |     |
| CF              | 13 | Peter Shalulile (en)  |  |     |
| Remplaçants :   |    |                       |  |     |
| MF              | 6  | Ngero Katua           |  | 62e |
| FW              | 9  | Bethuel Muzeu (en)    |  | 73e |
| Sélectionneur : |    |                       |  |     |
| Collin Benjamin |    |                       |  |     |

| Assistants : Gilbert Cheruiyot Stephen Eleazar Quatrième arbitre : Tanguy Mebiame Arbitre vidéo : Daniel Laryéa Assistant arbitre vidéo : Imtehaz Heeralall Homme du match : Deon Hotto |

| 20 janvier 2024 | Tunisie           | 1 - 1   | Mali                       | Stade Amadou-Gon-Coulibaly, Korhogo            |                                                |
| 20h00           | ( Abdi) Rafia 20e | (1 - 1) | 10e Sinayoko (K. Doumbia ) | Spectateurs : 18 130 Arbitrage : Daniel Laryéa | Spectateurs : 18 130 Arbitrage : Daniel Laryéa |
| 20h00           | Rapport           |         |                            | Spectateurs : 18 130 Arbitrage : Daniel Laryéa | Spectateurs : 18 130 Arbitrage : Daniel Laryéa |

| Tunisie | Mali |

| GK              | 22 | Béchir Ben Saïd          |       |     |
| RB              | 21 | Wajdi Kechrida           |       |     |
| CB              | 3  | Montassar Talbi          |       |     |
| CB              | 4  | Yassine Meriah           |       |     |
| LB              | 2  | Ali Abdi                 |       |     |
| RM              | 27 | Elias Achouri            |       | 70e |
| CM              | 17 | Ellyes Skhiri            |       |     |
| CM              | 14 | Aïssa Laïdouni           | 90+8e |     |
| LM              | 10 | Anis Ben Slimane         |       | 88e |
| CF              | 7  | Youssef Msakni ()        |       | 88e |
| CF              | 8  | Hamza Rafia              |       | 78e |
| Remplaçants :   |    |                          |       |     |
| FW              | 18 | Sayfallah Ltaief         |       | 70e |
| FW              | 19 | Bassem Srarfi            |       | 78e |
| MF              | 8  | Mohamed Ali Ben Romdhane |       | 88e |
| FW              | 24 | Seifeddine Jaziri        | 90+4e | 88e |
| Sélectionneur : |    |                          |       |     |
| Jalel Kadri     |    |                          |       |     |

| GK              | 16 | Djigui Diarra     |  |     |
| RB              | 2  | Hamari Traoré ()  |  |     |
| CB              | 5  | Boubakar Kouyaté  |  |     |
| CB              | 6  | Sikou Niakaté     |  |     |
| LB              | 17 | Falaye Sacko      |  |     |
| DM              | 8  | Diadie Samassékou |  | 83e |
| CM              | 11 | Lassana Coulibaly |  |     |
| CM              | 4  | Amadou Haidara    |  | 69e |
| CF              | 25 | Lassine Sinayoko  |  | 83e |
| AM              | 26 | Kamory Doumbia    |  | 83e |
| CF              | 20 | Sékou Koïta       |  | 70e |
| Remplaçants :   |    |                   |  |     |
| FW              | 27 | Nene Dorgeles     |  | 69e |
| FW              | 19 | Fousseni Diabaté  |  | 70e |
| FW              | 18 | Youssouf Niakaté  |  | 83e |
| MF              | 10 | Yves Bissouma     |  | 83e |
| FW              | 9  | Ibrahim Sissoko   |  | 83e |
| Sélectionneur : |    |                   |  |     |
| Éric Chelle     |    |                   |  |     |

| Assistants : Jerson dos Santos Ivanildo Lopes Quatrième arbitre : Pacifique Ndabihawenimana Arbitre vidéo : Salima Mukansanga Assistant arbitre vidéo : Lahlou Benbraham Homme du match : Kamory Doumbia |

| 24 janvier 2024 | Afrique du Sud | 0 - 0   | Tunisie | Stade Amadou-Gon-Coulibaly, Korhogo      |                                          |
| 17h00           |                | (0 - 0) |         | Spectateurs : 12 847 Arbitrage : Issa Sy | Spectateurs : 12 847 Arbitrage : Issa Sy |
| 17h00           | Rapport        |         |         | Spectateurs : 12 847 Arbitrage : Issa Sy | Spectateurs : 12 847 Arbitrage : Issa Sy |

| Afrique du Sud | Tunisie |

| GK              | 1  | Ronwen Williams ()     |  |     |
| RB              | 20 | Khuliso Mudau (en)     |  | 45e |
| CB              | 18 | Grant Kekana (en)      |  |     |
| CB              | 14 | Mothobi Mvala          |  |     |
| LB              | 6  | Aubrey Modiba          |  |     |
| CM              | 4  | Teboho Mokoena         |  |     |
| CM              | 13 | Sphephelo Sithole (en) |  |     |
| RW              | 23 | Thapelo Morena         |  | 67e |
| LW              | 10 | Percy Tau              |  |     |
| CF              | 11 | Themba Zwane           |  | 80e |
| CF              | 9  | Evidence Makgopa       |  | 84e |
| Remplaçants :   |    |                        |  |     |
| DF              | 2  | Nyiko Mobbie           |  | 45e |
| FW              | 12 | Thapelo Maseko         |  | 67e |
| MF              | 15 | Thabang Monare (en)    |  | 80e |
| FW              | 17 | Zakhele Lepasa (en)    |  | 84e |
| Sélectionneur : |    |                        |  |     |
| Hugo Broos      |    |                        |  |     |

| GK              | 22 | Béchir Ben Saïd   |  |     |
| RB              | 21 | Wajdi Kechrida    |  |     |
| CB              | 3  | Montassar Talbi   |  |     |
| CB              | 4  | Yassine Meriah () |  |     |
| LB              | 2  | Ali Abdi          |  |     |
| RM              | 8  | Hamza Rafia       |  | 70e |
| CM              | 17 | Ellyes Skhiri     |  | 84e |
| CM              | 14 | Aïssa Laïdouni    |  |     |
| LM              | 10 | Anis Ben Slimane  |  | 59e |
| CF              | 27 | Elias Achouri     |  | 70e |
| CF              | 24 | Seifeddine Jaziri |  | 70e |
| Remplaçants :   |    |                   |  |     |
| FW              | 7  | Youssef Msakni    |  | 59e |
| FW              | 18 | Sayfallah Ltaief  |  | 70e |
| FW              | 23 | Naïm Sliti        |  | 70e |
| FW              | 9  | Haythem Jouini    |  | 70e |
| MF              | 5  | Ali Ben Romdhane  |  | 84e |
| Sélectionneur : |    |                   |  |     |
| Jalel Kadri     |    |                   |  |     |

| Assistants : Nouha Bangoura Éric Ayimavo Quatrième arbitre : Louis Houngnandande Arbitre vidéo : Dahane Beida Assistant arbitre vidéo : Diana Chicotesha Homme du match : Themba Zwane |

## Statistiques

### Temps de jeu
| Joueur                   | |    |    | TT | But inscrit | Passe décisive | MJ | MT | Légende |
| ------------------------ | --- | -- | -- | -- | ----------- | -------------- | -- | -- | ------- |
| Gardiens                 | Abréviations et symboles : · TT : Total de minutes jouées · MJ : Nombre de matchs joués · MT : Matchs joués en tant que titulaire · : but · : passe décisive · : joueur entré · : joueur remplacé · : capitaine · : carton jaune · : carton rouge · |    |    |    |             |                |    |    |         |
| Mouez Hassen             | Abréviations et symboles : · TT : Total de minutes jouées · MJ : Nombre de matchs joués · MT : Matchs joués en tant que titulaire · : but · : passe décisive · : joueur entré · : joueur remplacé · : capitaine · : carton jaune · : carton rouge · | -  | -  | -  | -           | -              | -  | -  | -       |
| Aymen Dahmen             | Abréviations et symboles : · TT : Total de minutes jouées · MJ : Nombre de matchs joués · MT : Matchs joués en tant que titulaire · : but · : passe décisive · : joueur entré · : joueur remplacé · : capitaine · : carton jaune · : carton rouge · | -  | -  | -  | -           | -              | -  | -  | -       |
| Béchir Ben Saïd          | Abréviations et symboles : · TT : Total de minutes jouées · MJ : Nombre de matchs joués · MT : Matchs joués en tant que titulaire · : but · : passe décisive · : joueur entré · : joueur remplacé · : capitaine · : carton jaune · : carton rouge · | 90 | 90 | 90 | 270         | -              | -  | 3  | 3       |
| Défenseurs               | Abréviations et symboles : · TT : Total de minutes jouées · MJ : Nombre de matchs joués · MT : Matchs joués en tant que titulaire · : but · : passe décisive · : joueur entré · : joueur remplacé · : capitaine · : carton jaune · : carton rouge · |    |    |    |             |                |    |    |         |
| Ali Abdi                 | Abréviations et symboles : · TT : Total de minutes jouées · MJ : Nombre de matchs joués · MT : Matchs joués en tant que titulaire · : but · : passe décisive · : joueur entré · : joueur remplacé · : capitaine · : carton jaune · : carton rouge · | -  | 90 | 90 | 180         | -              | 1  | 2  | 2       |
| Montassar Talbi          | Abréviations et symboles : · TT : Total de minutes jouées · MJ : Nombre de matchs joués · MT : Matchs joués en tant que titulaire · : but · : passe décisive · : joueur entré · : joueur remplacé · : capitaine · : carton jaune · : carton rouge · | 90 | 90 | 90 | 270         | -              | -  | 3  | 3       |
| Yassine Meriah           | Abréviations et symboles : · TT : Total de minutes jouées · MJ : Nombre de matchs joués · MT : Matchs joués en tant que titulaire · : but · : passe décisive · : joueur entré · : joueur remplacé · : capitaine · : carton jaune · : carton rouge · | 90 | 90 | 90 | 270         | -              | -  | 3  | 3       |
| Oussama Haddadi          | Abréviations et symboles : · TT : Total de minutes jouées · MJ : Nombre de matchs joués · MT : Matchs joués en tant que titulaire · : but · : passe décisive · : joueur entré · : joueur remplacé · : capitaine · : carton jaune · : carton rouge · | -  | -  | -  | -           | -              | -  | -  | -       |
| Ali Maaloul              | Abréviations et symboles : · TT : Total de minutes jouées · MJ : Nombre de matchs joués · MT : Matchs joués en tant que titulaire · : but · : passe décisive · : joueur entré · : joueur remplacé · : capitaine · : carton jaune · : carton rouge · | 90 | -  | -  | 90          | -              | -  | 1  | 1       |
| Hamza Jelassi            | Abréviations et symboles : · TT : Total de minutes jouées · MJ : Nombre de matchs joués · MT : Matchs joués en tant que titulaire · : but · : passe décisive · : joueur entré · : joueur remplacé · : capitaine · : carton jaune · : carton rouge · | -  | -  | -  | -           | -              | -  | -  | -       |
| Yan Valery               | Abréviations et symboles : · TT : Total de minutes jouées · MJ : Nombre de matchs joués · MT : Matchs joués en tant que titulaire · : but · : passe décisive · : joueur entré · : joueur remplacé · : capitaine · : carton jaune · : carton rouge · | -  | -  | -  | -           | -              | -  | -  | -       |
| Wajdi Kechrida           | Abréviations et symboles : · TT : Total de minutes jouées · MJ : Nombre de matchs joués · MT : Matchs joués en tant que titulaire · : but · : passe décisive · : joueur entré · : joueur remplacé · : capitaine · : carton jaune · : carton rouge · | 90 | 90 | 90 | 270         | -              | -  | 3  | 3       |
| Alaa Ghram               | Abréviations et symboles : · TT : Total de minutes jouées · MJ : Nombre de matchs joués · MT : Matchs joués en tant que titulaire · : but · : passe décisive · : joueur entré · : joueur remplacé · : capitaine · : carton jaune · : carton rouge · | -  | -  | -  | -           | -              | -  | -  | -       |
| Milieux                  | Abréviations et symboles : · TT : Total de minutes jouées · MJ : Nombre de matchs joués · MT : Matchs joués en tant que titulaire · : but · : passe décisive · : joueur entré · : joueur remplacé · : capitaine · : carton jaune · : carton rouge · |    |    |    |             |                |    |    |         |
| Houssem Tka (en)         | Abréviations et symboles : · TT : Total de minutes jouées · MJ : Nombre de matchs joués · MT : Matchs joués en tant que titulaire · : but · : passe décisive · : joueur entré · : joueur remplacé · : capitaine · : carton jaune · : carton rouge · | -  | -  | -  | -           | -              | -  | -  | -       |
| Hamza Rafia              | Abréviations et symboles : · TT : Total de minutes jouées · MJ : Nombre de matchs joués · MT : Matchs joués en tant que titulaire · : but · : passe décisive · : joueur entré · : joueur remplacé · : capitaine · : carton jaune · : carton rouge · | -  | 78 | 70 | 148         | 1              | -  | 2  | 2       |
| Anis Ben Slimane         | Abréviations et symboles : · TT : Total de minutes jouées · MJ : Nombre de matchs joués · MT : Matchs joués en tant que titulaire · : but · : passe décisive · : joueur entré · : joueur remplacé · : capitaine · : carton jaune · : carton rouge · | 83 | 88 | 59 | 230         | -              | -  | 3  | 3       |
| Aïssa Laïdouni           | Abréviations et symboles : · TT : Total de minutes jouées · MJ : Nombre de matchs joués · MT : Matchs joués en tant que titulaire · : but · : passe décisive · : joueur entré · : joueur remplacé · : capitaine · : carton jaune · : carton rouge · | 44 | 90 | 90 | 224         | -              | -  | 3  | 2       |
| Mohamed Ali Ben Romdhane | Abréviations et symboles : · TT : Total de minutes jouées · MJ : Nombre de matchs joués · MT : Matchs joués en tant que titulaire · : but · : passe décisive · : joueur entré · : joueur remplacé · : capitaine · : carton jaune · : carton rouge · | 46 | 2  | 6  | 52          | -              | -  | 3  | 1       |
| Ellyes Skhiri            | Abréviations et symboles : · TT : Total de minutes jouées · MJ : Nombre de matchs joués · MT : Matchs joués en tant que titulaire · : but · : passe décisive · : joueur entré · : joueur remplacé · : capitaine · : carton jaune · : carton rouge · | 90 | 90 | 84 | 264         | -              | -  | 3  | 3       |
| Mohamed Hadj Mahmoud     | Abréviations et symboles : · TT : Total de minutes jouées · MJ : Nombre de matchs joués · MT : Matchs joués en tant que titulaire · : but · : passe décisive · : joueur entré · : joueur remplacé · : capitaine · : carton jaune · : carton rouge · | -  | -  | -  | -           | -              | -  | -  | -       |
| Attaquants               | Abréviations et symboles : · TT : Total de minutes jouées · MJ : Nombre de matchs joués · MT : Matchs joués en tant que titulaire · : but · : passe décisive · : joueur entré · : joueur remplacé · : capitaine · : carton jaune · : carton rouge · |    |    |    |             |                |    |    |         |
| Youssef Msakni           | Abréviations et symboles : · TT : Total de minutes jouées · MJ : Nombre de matchs joués · MT : Matchs joués en tant que titulaire · : but · : passe décisive · : joueur entré · : joueur remplacé · : capitaine · : carton jaune · : carton rouge · | 90 | 88 | 31 | 209         | -              | -  | 3  | 2       |
| Haythem Jouini           | Abréviations et symboles : · TT : Total de minutes jouées · MJ : Nombre de matchs joués · MT : Matchs joués en tant que titulaire · : but · : passe décisive · : joueur entré · : joueur remplacé · : capitaine · : carton jaune · : carton rouge · | 75 | -  | 20 | 95          | -              | -  | 2  | -       |
| Taha Yassine Khenissi    | Abréviations et symboles : · TT : Total de minutes jouées · MJ : Nombre de matchs joués · MT : Matchs joués en tant que titulaire · : but · : passe décisive · : joueur entré · : joueur remplacé · : capitaine · : carton jaune · : carton rouge · | 15 | -  | -  | -           | -              | -  | 1  | -       |
| Sayfallah Ltaief         | Abréviations et symboles : · TT : Total de minutes jouées · MJ : Nombre de matchs joués · MT : Matchs joués en tant que titulaire · : but · : passe décisive · : joueur entré · : joueur remplacé · : capitaine · : carton jaune · : carton rouge · | 7  | 20 | 20 | 47          | -              | -  | 3  | -       |
| Bassem Srarfi            | Abréviations et symboles : · TT : Total de minutes jouées · MJ : Nombre de matchs joués · MT : Matchs joués en tant que titulaire · : but · : passe décisive · : joueur entré · : joueur remplacé · : capitaine · : carton jaune · : carton rouge · | 1  | 12 | -  | 13          | -              | -  | 2  | -       |
| Naïm Sliti               | Abréviations et symboles : · TT : Total de minutes jouées · MJ : Nombre de matchs joués · MT : Matchs joués en tant que titulaire · : but · : passe décisive · : joueur entré · : joueur remplacé · : capitaine · : carton jaune · : carton rouge · | -  | -  | 20 | 20          | -              | -  | 1  | -       |
| Seifeddine Jaziri        | Abréviations et symboles : · TT : Total de minutes jouées · MJ : Nombre de matchs joués · MT : Matchs joués en tant que titulaire · : but · : passe décisive · : joueur entré · : joueur remplacé · : capitaine · : carton jaune · : carton rouge · | -  | 2  | 70 | 72          | -              | -  | 2  | 1       |
| Elias Achouri            | Abréviations et symboles : · TT : Total de minutes jouées · MJ : Nombre de matchs joués · MT : Matchs joués en tant que titulaire · : but · : passe décisive · : joueur entré · : joueur remplacé · : capitaine · : carton jaune · : carton rouge · | 90 | 70 | 70 | 230         | -              | -  | 3  | 3       |
| Total                    | Abréviations et symboles : · TT : Total de minutes jouées · MJ : Nombre de matchs joués · MT : Matchs joués en tant que titulaire · : but · : passe décisive · : joueur entré · : joueur remplacé · : capitaine · : carton jaune · : carton rouge · |    |    |    |             |                |    |    |         |
| Équipe de Tunisie        | Abréviations et symboles : · TT : Total de minutes jouées · MJ : Nombre de matchs joués · MT : Matchs joués en tant que titulaire · : but · : passe décisive · : joueur entré · : joueur remplacé · : capitaine · : carton jaune · : carton rouge · | 90 | 90 | 90 | 270         | 1              | 1  |    |         |

| Buts | Joueurs     | Adversaires |
| ---- | ----------- | ----------- |
| 1    | Hamza Rafia | Mali        |

| Passes | Joueurs  | Adversaires |
| ------ | -------- | ----------- |
| 1      | Ali Abdi | Mali        |

## Controverses
En février 2023, Wadie Jary n'a pas le droit de quitter le territoire tunisien à la suite d'une décision de justice car il est visé par plusieurs enquêtes portant sur l'organisation de matchs truqués, des affaires de blanchiment, de détournement de fonds et de corruption. Le 25 octobre, il est arrêté et placé en détention à la prison de Mornaguia.